# Harnischia curtilamellata
Harnischia curtilamellata är en tvåvingeart som först beskrevs av Malloch 1915.  Harnischia curtilamellata ingår i släktet Harnischia och familjen fjädermyggor. Arten är reproducerande i Sverige. Inga underarter finns listade i Catalogue of Life.